# 李陵

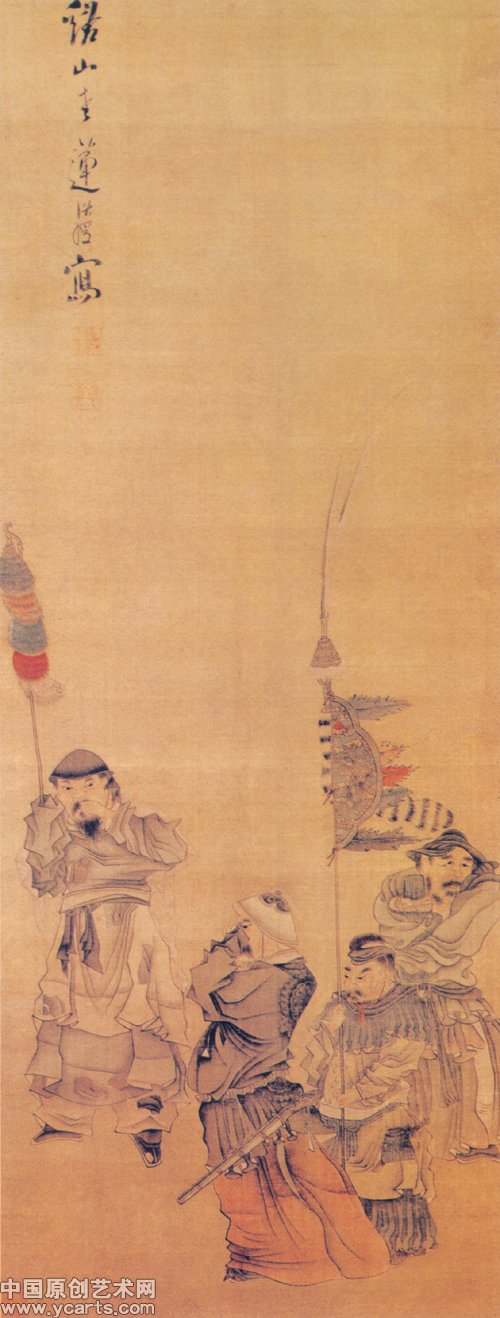
蘇武を見送る李陵

李 陵（り りょう、? - 紀元前74年）は、前漢の軍人。字は少卿。匈奴を相手に勇戦しながらも敗北して抑留され、以降匈奴の地で生涯を終えた。

## 匈奴に善戦する
祖父の李広は文帝・景帝・武帝に仕えた悲運の将軍として知られた人物であり、父の李当戸は武帝の寵臣であった韓嫣を殴打した剛直の士であった。父の李当戸は彼が生まれる数か月前に早世し、李陵は李当戸の遺腹の子である。
紀元前99年（天漢2年）、騎都尉に任命された李陵は武帝の命により弐師将軍李広利の軍を助けるために五千の歩兵を率いて出陣した。しかし合流前に単于が率いる匈奴の本隊三万と遭遇し戦闘に入る。李陵軍は獅子奮迅の働きを見せ、六倍の相手に一歩も引かず八日間にわたって激戦を繰り広げ、匈奴の兵一万を討ち取った。そのことを部下の陳歩楽を遣わして、武帝に報告させた。だが、さすがに李陵軍も矢尽き刀折れ、やむなく降伏した。
李陵が匈奴に降伏したとの報告を聞いた武帝は激怒し、郎中に任命されていた陳歩楽を問詰し、陳歩楽は自決した。群臣も武帝に迎合して李陵は罰せられて当然だと言い立てた。その中で司馬遷だけが李陵の勇戦と無実を訴えたが、武帝は李広利を誹るものとして司馬遷を投獄し、後に宮刑に処した。

## 匈奴の右校王として
李陵の才能と人柄を気に入った且鞮侯単于は李陵に部下になるように勧めるが李陵は断っていた。しばらくしてから武帝は後悔し、李陵の残部に褒美を与え、公孫敖に命じて李陵を迎える。しかしこの計画は失敗した。逆に公孫敖は匈奴の捕虜から「李将軍」が匈奴に漢の軍略を教えていることを聞いた。武帝は激怒し、李陵の妻子をはじめ、母・兄と兄の一家らは謀叛の罪により連座して死刑となった。実情を知らない隴西の民は李氏一族を憐れみ、潔く戦死せずに家族を巻き添えにする李陵のことを恥じいて忌み嫌ったという。しかし本当の「李将軍」とは、李陵より先に匈奴に帰順した漢人の李緒という将軍のことであった。
漢の使者からこのことを聞いて李陵は一族の非業の死に嘆き悲しみ、その李緒を自ら殺害した。そのため大閼氏（且鞮侯単于の母）は怒って李陵を殺害しようと計画した。且鞮侯単于は李陵を北方に匿った。大閼氏の死後、李陵は内地に戻り、後に且鞮侯単于の娘を娶って、その間に子を儲けた。彼は単于からの頼みで匈奴の右校王となり、数々の武勲を立て、紀元前74年に没した。
匈奴の王女との間に儲けた李陵の子は、呼韓邪単于の時代に、別の単于を立てて呼韓邪単于に叛き、呼韓邪単于によって処刑されている。
かつて匈奴へ使節として赴いた人物の中で、李陵とは対照的に漢に忠節を貫く頑な態度を取ったのが、かつて李陵とともに侍中として武帝の側仕えをした蘇武であった。李陵は節を全うしようとする蘇武を陰から助けている。

## 関連文献
- 中島敦 『李陵』　李陵を題材にした歴史小説、新潮文庫・角川文庫ほか多数。1943年「文學界」掲載。
- 護雅夫 『李陵』　伝記、中公叢書のち中公文庫。初版1974年。